# Ángel Castro
Ángel Castro (né le 14 novembre 1982 à Pimentel, Duarte, République dominicaine) est un lanceur droitier qui a joué pour les Athletics d'Oakland dans la Ligue majeure de baseball en 2015.

## Carrière
Ángel Castro étudie aux États-Unis au Western Oklahoma State College d'Altus, en Oklahoma. Joueur de baseball durant ses années au collège, il est sélectionné par les Tigers de Détroit au 13e tour du repêchage amateur de 2006. Il débute la même année sa carrière professionnelle en ligues mineures avec un club affilié aux Tigers, et demeure dans l'organisation jusqu'en 2008.
Le long parcours de Castro vers le baseball majeur est ponctué de nombreuses étapes. Il joue en 2009 dans les ligues mineures avec des clubs affiliés aux Rays de Tampa Bay et aux Phillies de Philadelphie de la MLB. Il joue en 2010 dans le baseball indépendant chez les Saltdogs de Lincoln dans l'Association américaine ainsi que pour les Dorados de Chihuahua (2010) et les Saraperos de Saltillo (2011) de la Ligue mexicaine de baseball. En plus de jouer chaque année de 2008 à 2014 dans la ligue d'hiver en République dominicaine (Ligue dominicaine de baseball hivernal) et en 2010 dans celle du Mexique (Ligue mexicaine du Pacifique), il s'exile s'exile en 2012 au Japon, rejoignant pour 3 matchs les Fukuoka SoftBank Hawks de la Ligue Pacifique. 
Il signe avec les Dodgers de Los Angeles de la Ligue majeure de baseball et est assigné aux ligues mineures en 2013. L'année suivante, il partage sa saison de ligues mineures entre les organisations des Cardinals de Saint-Louis et des Athletics d'Oakland.
À l'âge de 32 ans, Ángel Castro fait finalement ses débuts dans le baseball majeur le 9 mai 2015 lorsqu'il est lanceur de relève pour les Athletics d'Oakland face aux Mariners de Seattle.